# San Antonio de Cortés
San Antonio de Cortés est une municipalité du Honduras, située dans le département de Cortés. Elle est fondée en 1524.

## Source de la traduction
- (en) Cet article est partiellement ou en totalité issu de l’article de Wikipédia en anglais intitulé « San Antonio de Cortés » (voir la liste des auteurs).